# District de Buôn Đôn
Buôn Đôn est un district du Viêt Nam situé à l'ouest de la province de Đắk Lắk. Il est frontalier du Cambodge.
Le centre du district de Buôn Đôn est à 30 km de la ville de Buôn Ma Thuột au nord-ouest.

## Histoire
En 1995, le district de Buôn Đôn a été créé par une partie du district d’Ea Súp et une partie de Buôn Ma Thuột.

## Tourisme
Buôn Đôn est un district touristique dynamique de la province de Đắk Lắk.
- Bản Đôn est situé dans la commune de Krong Na, à 20 km de la ville de Buôn Đôn en direction d'Ea Súp. C’est une destination touristique populaire pour la tradition de chasse et d'apprivoisement des éléphants sauvages.

- Le Parc national de Yok Đôn (en) est une des plus grandes réserves naturelles du Vietnam.

- Le jardin paysager de Trohbu (vi) est un magnifique jardin paysager situé à Buon Nieng, dans la commune d'Ea Nuôl.

- Le pont suspendu de Buôn Đôn enjambe la rivière Sêrêpốk (vi), la seule rivière du Vietnam qui coule vers l'ouest.

- Ancienne maison pilotis à Buôn Đôn : C'est la résidence du roi des éléphants Khun Yu Nốp et du petit-fils du roi des éléphants d'Ama Kông pendant la période d'or de la chasse à l'éléphant. La maison sur pilotis se compose de 3 pièces dans le style laotien.

## Spécialités culinaires
- Cơm lam (vi), riz cuit dans un tube de bambou.
- Rượu cần (vi), alcool de riz à siroter avec un chalumeau de bambou (alcool de jarre).
- Le poulet sauvage grillé.